# سیارک ۶۹۱۳
سیارک ۶۹۱۳ (به انگلیسی: 6913 Yukawa، نامگذاری:1991UT3) شش هزار و نهصد و سیزدهمین سیارک کشف شده‌است که در ۳۱ اکتبر ۱۹۹۱ کشف شد.
قدر مطلق سیارک برابر ۱۳٫۷۰ است.